# Kifork Mardigian
Kevork Mardigian ou Kifork Mardikian, né le 14 juillet 1954 à Lattaquié, est un footballeur syrien. Il évoluait au poste de milieu de terrain.
Il est le père de Mardik Mardikian, lui aussi footballeur international syrien.

## Biographie
International syrien, il participe aux Jeux olympiques de 1980. Lors du tournoi olympique, il joue trois matchs. La Syrie est éliminée au premier tour de la compétition.
Il participe également à la Coupe d'Asie des nations 1984, son équipe ne passant pas le premier tour.
Il dispute également les éliminatoires du mondial 1982.
En club, il joue avec l'équipe d'Al Jaish Damas.